# Filifolium sibiricum
Filifolium sibiricum là một loài thực vật có hoa trong họ Cúc. Loài này được (L.) Kitam. mô tả khoa học đầu tiên năm 1940.